# Myles Amine
Myles Nazem Amine (Dearborn, 14 de diciembre de 1996) es un deportista sanmarinense, de origen estadounidense, que compite en lucha libre.
Participó en los Juegos Olímpicos de Tokio 2020, obteniendo una medalla de bronce en la categoría de 86 kg.
Ganó una medalla de bronce en el Campeonato Mundial de Lucha de 2023 y cinco medallas en el Campeonato Europeo de Lucha entre los años 2020 y 2024. En los Juegos Europeos de Minsk 2019 obtuvo una medalla de bronce en la categoría de 86 kg.
Fue el abanderado de San Marino en la ceremonia de apertura de los Juegos de Tokio 2020.

## Palmarés internacional
| Juegos Olímpicos   | Juegos Olímpicos    | Juegos Olímpicos  | Juegos Olímpicos |
| Año                | Lugar               | Medalla           | Categoría        |
| ------------------ | ------------------- | ----------------- | ---------------- |
| 2020               | Tokio (Japón)       | Medalla de bronce | 86 kg            |
| Campeonato Mundial |                     |                   |                  |
| Año                | Lugar               | Medalla           | Categoría        |
| 2023               | Belgrado (Serbia)   | Medalla de bronce | 86 kg            |
| Juegos Europeos    |                     |                   |                  |
| Año                | Lugar               | Medalla           | Categoría        |
| 2019               | Minsk (Bielorrusia) | Medalla de bronce | 86 kg            |
| Campeonato Europeo |                     |                   |                  |
| Año                | Lugar               | Medalla           | Categoría        |
| 2020               | Roma (Italia)       | Medalla de plata  | 86 kg            |
| 2021               | Varsovia (Polonia)  | Medalla de bronce | 86 kg            |
| 2022               | Budapest (Hungría)  | Medalla de oro    | 86 kg            |
| 2023               | Zagreb (Croacia)    | Medalla de plata  | 86 kg            |
| 2024               | Bucarest (Rumania)  | Medalla de plata  | 86 kg            |